# Matani

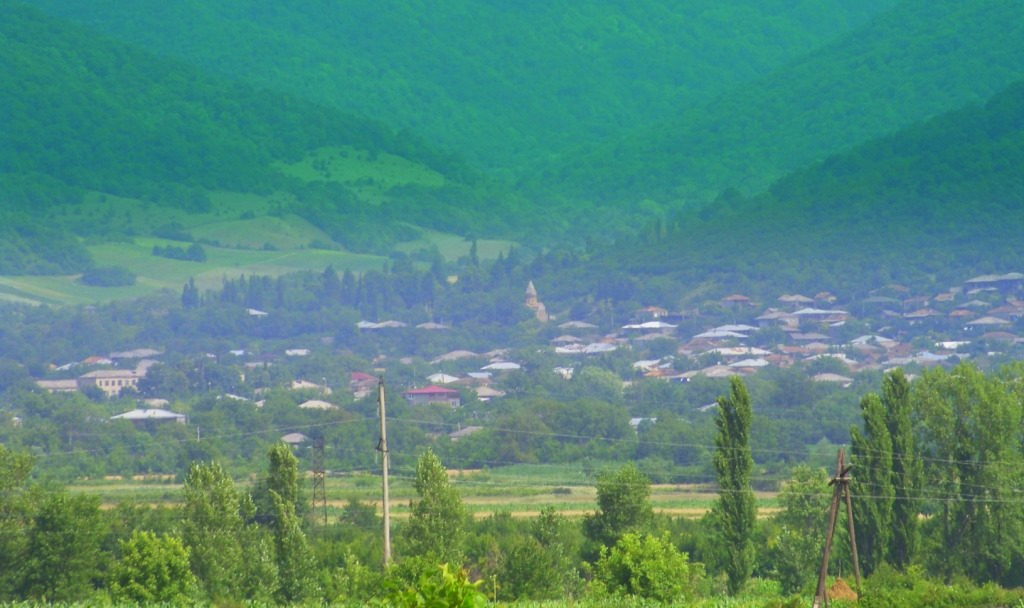

Matani (georgisch მატანი) ist ein Dorf in der Munizipalität Achmeta, Region Kachetien, Georgien. Im Dorf liegt eine Basilika-Kirche Zchrakara und die Ruinen des Palastes der adligen Familie Tscholoqaschwili.
In Matani werden jährlich einige religiöse Feste gefeiert, darunter sind besonders bedeutend das Didbatonoba (ein lokales Sankt-Georgs-Fest, 23. November), das Lascharoba (im Herbst) und das Zichegoroba (lokale Variante des Ostern-Dienstags).
In Matani wurde der georgische Nationalheld Kakuza Tscholoqaschwili geboren.